# Sultanat von Buayan
Das Sultanat von Buayan war vom 14. bis 19. Jahrhundert ein Sultanat auf der Insel Mindanao im Süden der Philippinen.

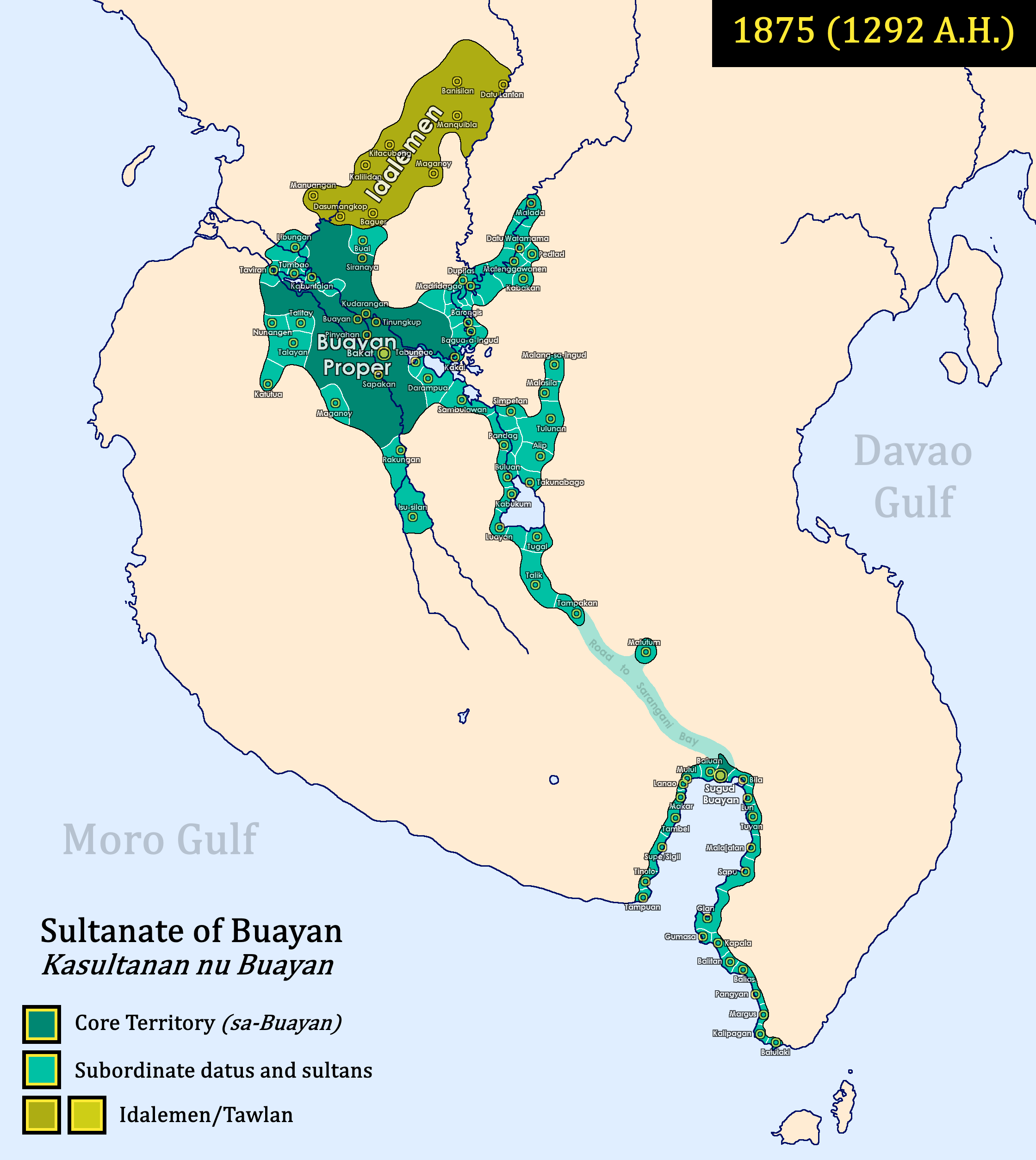
Sultanat Buayan, Ausdehnung, Vorherrschaft und Einfluss 1875

Neben dem Sultanat von Buayan existierten auf den Philippinen weitere Sultanate: Darunter das Sultanat von Sulu und das Sultanat von Maguindanao.
Das Sultanat hatte sein Zentrum im heutigen Datu Piang im Cotabato-Becken, das vom Fluss  Rio Grande de Mindanao (oder Pulangi) geschaffen wurde, 30 km flussaufwärts vom Sultanat von Maguindanao. Beide Sultanate konkurrierten um die Vorherrschaft.
Die Sultanate verteidigten sich ab den 18. Jahrhunderts über viele Jahrzehnte gegen die spanischen Kolonialansprüche. Dabei schlossen sie sich zeitweise zu Allianzen zusammen, bekämpften sich jedoch auch immer wieder untereinander.
Anfang des 19. Jahrhunderts gelang es den Spaniern, die Datus kleinerer Herrschaftsgebiete für sich einzunehmen und so eine stärker werdende Allianz gegen die Sultanate aufzubauen.
Der letzte Sultan von Buayan war Datu Utu, der sich bemühte, die Spanier abzuwehren. Dazu benötigte er Feuerwaffen, die er kaufen musste. Er änderte sein Verhalten gegenüber dem Nachbarvolk der Tiruray und begann in ihren Gebiet Sklaven zu rauben, die in der Bucht von Sarangani an der Südspitze von Mindanao an das Sultanat Sulu verkauft wurden.
Im Laufe des 19. Jahrhunderts verlor das Sultanat seine Unabhängigkeit.

## Liste der Sultane
...
- Bangon Marajanun -1872
- Bayao 1872-75, der Bruder von Bangon
- Datu Utu 1875-88, der Sohn von Bangon